# Phare de Bear Island
Le phare de Bear Island (en anglais : Bear Islandt Light) est un phare actif situé sur la petite île de Bear Island, dans le Comté de Hancock (État du Maine).
Il est inscrit au Registre national des lieux historiques depuis le 14 mars 1988 .

## Histoire
Bear Island se situe près de l'île des Monts Déserts à l'entrée de Northeast Harbor. L'île fait partie du parc national d'Acadia.
Le phare de Bear Island est autorisé par une loi fédérale signée par le président Martin Van Buren en 1838. Le gouvernement acquiert un terrain à l'extrémité sud-ouest de l'île et construit en 1839 une maison de gardien en pierre sur laquelle la première lumière est installée. Cette structure a brûlé en 1852 et a été remplacée l'année suivante par une tour en briques. Une lentille de Fresnel de cinquième ordre a été installée dans la tour en 1855 et une station de brouillard a été ajoutée en 1888.
En 1889, la tour de 1852 est démolie et la plupart des bâtiments actuels ont été construits à cette époque. La Garde côtière a interrompu le feu de 1981 à 1989 pour le remplacer par une bouée au large avec une cloche et un feu. La propriété Bear Island a été intégrée au parc national d'Acadia en 1987. La station a été restaurée en 1989 par les Friends of Acadia et reconstituée à titre d'aide à la navigation privée.
La tour est une structure en brique et la maison du gardien est une structure à ossature de bois. La station comprend aussi trois dépendances dont une grange à toit à pignon, située à l'écart de la maison et de la tour du gardien. Juste au sud-ouest de la grange se trouve une petite maison en pierre construite en 1905, le bâtiment à pétrole. Au nord-ouest de la tour se trouve le hangar à bateaux également construit en 1905.

## Description
Le phare  est une tour cylindrique en brique, avec une galerie et une lanterne polygonale de 9,5 m de haut. La tour est peinte en blanc et la lanterne est noire. Il émet, à une hauteur focale de 30 m, un éclat blanc de 0.6 seconde par période de 5 secondes. Sa portée est de 10 milles nautiques (environ 19 km).
Identifiant : ARLHS : USA-045 ; USCG : 1-2105 - Amirauté : J0045 .
|          |
| Le phare |

|                  |
| Le phare en 1972 |

### Lien connexe
- Liste des phares du Maine